# Associazione Sportiva Avellino 1912 2012-2013
Questa voce raccoglie le informazioni riguardanti l'Associazione Sportiva Avellino 1912 nelle competizioni ufficiali della stagione 2012-2013.

## Stagione
Nella stagione 2012-2013 l'Avellino disputa il girone B del campionato di Prima Divisione, ottiene 60 punti con il primo posto in classifica, e la conseguente promozione diretta in Serie B, la seconda promossa è stata il Latina che ha vinto i Play-off. La squadra irpina allenata da Massimo Rastelli risale in Serie B a quattro anni di distanza. Nel 2009 appena retrocesso non ha potuto iscriversi al campionato di Prima Divisione ed è stato costretto a ripartire dalla Serie D. Rifondato ricomincia la scalata, ottiene due promozioni, usufruendo dei ripescaggi, dopo una stagione di transizione, ecco arrivare in questa stagione il terzo salto di categoria, questa volta diretto e meritato, grazie al primato nel girone B del campionato di Prima Divisione, con il miglior attacco e la miglior difesa del torneo. Due attaccanti biancoverdi in doppia cifra, con 14 reti Luigi Castaldo con 10 centri Raffaele Biancolino. Nella Coppa Italia nazionale gli irpini nel primo turno hanno avuto la meglio (3-1) sulla Sambenedettese, mentre nel secondo turno sono usciti dal torneo sconfitti (1-0) dal Sassuolo. Avendo partecipato alla Coppa nazionale, l'Avellino non ha partecipato al girone di qualificazione della Coppa Italia di Lega Pro, accedendo direttamente ai turni ad eliminazione, nel primo turno ha superato (2-1) l'Arzanese, mentre non supera lo scoglio del secondo turno, eliminato (0-1) dal Benevento. Mentre l'Avellino ha vinto la Supercoppa di Lega Pro, tra le due squadre che hanno vinto i gironi A e B del campionato di Prima Divisione, superando il Trapani, con due pareggi (1-1) al Partenio e (2-2) a Trapani, grazie alla rete in più segnata in trasferta.

## Divise e sponsor
Lo sponsor tecnico per la stagione 2012-2013 è Legea, mentre gli sponsor ufficiali sono MetaEdil e Soft Technology.
| 1ª divisa | 2ª divisa | 3ª divisa |

## Organigramma societario
Area direttiva
- Presidente: Walter Taccone
- Vicepresidente ed amministratore delegato: Alberto Iacovacci
- Direttore generale: Massimiliano Taccone
- Segreteria: Tommaso Aloisi
- Responsabile marketing: Sergio De Piano
- Responsabile biglietteria: Giuseppe Musto
- Ufficio stampa: LPS-Beniamino Pescatore
- Team Manager: Gianfranco Galasso e Christian Vecchia

Area medica
- Responsabile: Vincenzo Rosciano
- Medico sociale: Gaetano Iovino
- Massaggiatori: Antonio Bellofiore e Luis Davalos

Area tecnica
- Direttore sportivo: Enzo De Vito
- Allenatore: Massimo Rastelli
- Collaboratore tecnico: Dario Rossi
- Preparatore dei portieri: David Dei
- Preparatore atletico: Fabio Esposito
- Recupero atletico: Paolo Pagliuca
- Mental coach: Pietro Bianco
- Magazziniere: Massimo Sperduto

## Rosa
| N. |                   | Ruolo | Calciatore          |
| -- | ----------------- | ----- | ------------------- |
|    | Italia (bandiera) | P     | Salvatore Capotosto |
|    | Italia (bandiera) | P     | Giuseppe Di Masi    |
|    | Italia (bandiera) | P     | Ermanno Fumagalli   |
|    | Italia (bandiera) | P     | Federico Orlandi    |
|    | Italia (bandiera) | D     | Gianluigi Bianco    |
|    | Italia (bandiera) | D     | Luca Bittante       |
|    | Italia (bandiera) | D     | Roberto Cardinale   |
|    | Italia (bandiera) | D     | Alessandro Fabbro   |
|    | Italia (bandiera) | D     | Antonio Giosa       |
|    | Italia (bandiera) | D     | Armando Izzo        |
|    | Italia (bandiera) | D     | Luca Minelli        |
|    | Italia (bandiera) | D     | Luigi Pezzella      |
|    | Italia (bandiera) | D     | Renato Ricci        |
|    | Italia (bandiera) | D     | Davide Zappacosta   |
|    | Italia (bandiera) | D     | Walter Zullo        |

| N. |                   | Ruolo | Calciatore                   |
| -- | ----------------- | ----- | ---------------------------- |
|    | Italia (bandiera) | C     | Federico Angiulli            |
|    | Italia (bandiera) | C     | Mariano Arini                |
|    | Italia (bandiera) | C     | Davide Bariti                |
|    | Italia (bandiera) | C     | Emanuele Catania             |
|    | Italia (bandiera) | C     | Angelo D'Angelo              |
|    | Panama (bandiera) | C     | Eric Herrera                 |
|    | Italia (bandiera) | C     | Emiliano Massimo             |
|    | Italia (bandiera) | C     | Francesco Millesi (capitano) |
|    | Italia (bandiera) | C     | Michel Panatti               |
|    | Italia (bandiera) | A     | Raffaele Biancolino          |
|    | Italia (bandiera) | A     | Luigi Castaldo               |
|    | Italia (bandiera) | A     | Gianluca De Angelis          |
|    | Italia (bandiera) | A     | Giuseppe Fella               |
|    | Italia (bandiera) | A     | Fabrizio Lasagna             |
|    | Italia (bandiera) | A     | Gianmarco Zigoni             |

## Calciomercato

### Sessione estiva (dal 1/7 al 31/8)
| Acquisti | Acquisti            | Acquisti   | Acquisti          |
| R.       | Nome                | da         | Modalità          |
| -------- | ------------------- | ---------- | ----------------- |
| P        | Giuseppe Di Masi    | -          | svincolato        |
| P        | Salvatore Capotosto | Napoli     | prestito          |
| D        | Luca Bittante       | Fiorentina | prestito          |
| D        | Antonio Giosa       | Reggina    | prestito          |
| D        | Luca Minelli        | Varese     | definitivo        |
| D        | Gianluigi Bianco    | Sampdoria  | definitivo        |
| D        | Alessandro Fabbro   | Pergocrema | definitivo        |
| C        | Michel Panatti      | Fiorentina | compartecipazione |
| C        | Federico Angiulli   | Pergocrema | definitivo        |
| C        | Emanuele Catania    | Nocerina   | definitivo        |
| C        | Davide Bariti       | Napoli     | prestito          |
| A        | Luigi Castaldo      | Nocerina   | definitivo        |
| A        | Raffaele Biancolino | Salerno    | svincolato        |

| Cessioni | Cessioni               | Cessioni  | Cessioni           |
| R.       | Nome                   | a         | Modalità           |
| -------- | ---------------------- | --------- | ------------------ |
| P        | Pietro Di Costanzo     | Casertana | svincolato         |
| P        | Lorenzo Fortunato      | -         | ?                  |
| D        | Matteo De Gol          | -         | svincolato         |
| D        | Claudio Labriola       | -         | svincolato         |
| D        | Pasquale Porcaro       | Melfi     | prestito           |
| D        | Simone Paolo Puleo     | -         | scadenza contratto |
| D        | Pietro Zammuto         | -         | scadenza contratto |
| C        | Salvatore Dario Arcuri | -         | scadenza contratto |
| C        | Nicola Malaccari       | Atalanta  | fine prestito      |
| A        | Mame Baba Thiam        | Inter     | fine prestito      |
| A        | Gianmarco Zigoni       | Milan     | fine prestito      |

### Svincolati a stagione in corso
| Acquisti | Acquisti         | Acquisti  | Acquisti   |
| R.       | Nome             | dal       | Modalità   |
| -------- | ---------------- | --------- | ---------- |
| P        | Federico Orlandi | 6-12-2012 | svincolato |

### Sessione invernale (dal 2/1 al 31/1)
| Acquisti | Acquisti         | Acquisti       | Acquisti   |
| R.       | Nome             | da             | Modalità   |
| -------- | ---------------- | -------------- | ---------- |
| D        | Walter Zullo     | -              | svincolato |
| C        | Mariano Arini    | Fidelis Andria | definitivo |
| A        | Gianmarco Zigoni | Milan          | prestito   |

| Cessioni | Cessioni         | Cessioni        | Cessioni |
| R.       | Nome             | a               | Modalità |
| -------- | ---------------- | --------------- | -------- |
| A        | Giuseppe Fella   | Campobasso      | prestito |
| D        | Renato Ricci     | Aversa Normanna | prestito |
| A        | Fabrizio Lasagna | Casale          | prestito |

## Risultati

### Lega Pro Prima Divisione

#### Girone di andata
| Arbitro: | Tardino (Milano) |

|             |           |             |
| Catania 84’ | Marcatori | 91’ Corvesi |

| Arbitro: | Bellotti (Verona) |

|  |           |                       |
|  | Marcatori | 74’ (rig.) Biancolino |

| Arbitro: | Minelli (Varese) |

|                 |           |             |
| L. Castaldo 24’ | Marcatori | 84’ Girardi |

| Arbitro: | Maresca (Napoli) |

|              |           |                                              |
| Pedrelli 33’ | Marcatori | 10’ (rig.) De Angelis 30’ (rig.) L. Castaldo |

| Arbitro: | D'Angelo (Ascoli Piceno) |

|                 |           |  |
| L. Castaldo 48’ | Marcatori |  |

| Arbitro: | Cifelli (Campobasso) |

|                       |           |                       |
| Gucher 2’ Bottone 55’ | Marcatori | 71’ (rig.) Biancolino |

| Arbitro: | Bindoni (Venezia) |

|             |           |                   |
| Catania 32’ | Marcatori | 45+1’ G. Esposito |

| Arbitro: | Chiffi (Padova) |

|               |           |                |
| Maltese 45+2’ | Marcatori | 16’ Biancolino |

| Arbitro: | Bruno (Torino) |

|                                             |           |  |
| L. Castaldo 6’ De Angelis 25’ (rig.), 45+2’ | Marcatori |  |

| Arbitro: | Ghersini (Genova) |

|            |           |  |
| Evacuo 24’ | Marcatori |  |

| Arbitro: | Illuzzi (Molfetta) |

|                                    |           |  |
| Herrera 12’ L. Castaldo 90’ (rig.) | Marcatori |  |

| Arbitro: | Saia (Palermo) |

|                 |           |             |
| L. Castaldo 31’ | Marcatori | 75’ Cafiero |

| Arbitro: | Rocca (Vibo Valentia) |

|  |           |                     |
|  | Marcatori | 19’, 48’ Biancolino |

| Arbitro: | Martinelli (Roma) |

|                                  |           |  |
| Biancolino 76’ L. Castaldo 90+2’ | Marcatori |  |

| Arbitro: | Aureliano (Bologna) |

|  |           |                                                          |
|  | Marcatori | 4’ (rig.) Biancolino 70’ (rig.) L. Castaldo 90+2’ Bariti |

#### Girone di ritorno
| Arbitro: | Pezzuto (Lecce) |

|  |           |                                                 |
|  | Marcatori | 25’ (rig.) Biancolino 76’ Millesi 90+1’ Herrera |

| Arbitro: | D'Angelo (Ascoli Piceno) |

|                            |           |                |
| D'Angelo 4’ De Angelis 16’ | Marcatori | 11’ L. Mancuso |

| Arbitro: | Ros (Pordenone) |

|                                   |           |              |
| Caturano 54’, 72’ Scarpa 66’, 90’ | Marcatori | 43’ Angiulli |

| Arbitro: | Chiffi (Padova) |

|  |           |                           |
|  | Marcatori | 55’ Marotta 63’ E. Marchi |

| Arbitro: | Bindoni (Venezia) |

|                               |           |                                     |
| Allegretti 59’ Burzigotti 70’ | Marcatori | 71’ Izzo 79’ L. Castaldo 83’ Zigoni |

| Arbitro: | Ghersini (Genova) |

|                 |           |  |
| L. Castaldo 67’ | Marcatori |  |

| Arbitro: | Cifelli (Campobasso) |

|             |           |           |
| Dettori 46’ | Marcatori | 28’ Arini |

| Arbitro: | Illuzzi (Molfetta) |

|                |           |  |
| De Angelis 83’ | Marcatori |  |

| Arbitro: | Saia (Palermo) |

|              |           |                                                                                |
| Bernardo 24’ | Marcatori | 7’ (rig.) L. Castaldo 20’ Biancolino 55’ (rig.) Gianluca De Angelis 68’ Zigoni |

| Arbitro: | Pezzuto (Lecce) |

|                |           |  |
| Biancolino 48’ | Marcatori |  |

| Arbitro: | Bruno (Torino) |

|                          |           |                                      |
| Guerri 29’ Gălăbinov 40’ | Marcatori | 19’Angiulli 67’Zullo 82’ L. Castaldo |

| Arbitro: | Sacchi (Macerata) |

|                      |           |            |
| Jefferson 45+1’, 52’ | Marcatori | 88’ Zigoni |

| Arbitro: | Paolini (Ascoli Piceno) |

|                                                                   |           |  |
| L. Castaldo 55’ (rig.) De Angelis 72’ Zigoni 73’ Zappacosta 90+4’ | Marcatori |  |

| Arbitro: | Ghersini (Genova) |

|  |           |            |
|  | Marcatori | 74’ Zigoni |

| Arbitro: | Adduci (Paola) |

|                              |           |                                   |
| Zigoni 56’ L. Castaldo 90+2’ | Marcatori | 41’ G. Tulli 65’Pérez 78’Favasuli |

### Coppa Italia

#### Turni preliminari
| Arbitro: | Greco (Lecce) |

|                              |           |           |
| De Angelis 37’ (82) Castaldo | Marcatori | 54’ Pazzi |

| Arbitro: | Pairetto (Nichelino) |

|                 |           |  |
| Troianiello 27’ | Marcatori |  |

### Coppa Italia Lega Pro
| Arbitro: | Casaluci (Lecce) |

|                  |           |               |
| Fabbro 36’ (115) | Marcatori | 67’ Figliolia |

| Arbitro: | Dei Giudici (Latina) |

|  |           |              |
|  | Marcatori | 63’ Cipriani |

### Supercoppa di Lega di Prima Divisione
| Arbitro: | Ros (Pordenone) |

|           |           |                    |
| Fabbro 5’ | Marcatori | 43’ (rig.) Madonia |

| Arbitro: | Benassi (Bologna·) |

|                                |           |                                  |
| H. Spinelli 59’ M. Mancosu 84’ | Marcatori | 10’ Arini 75’ (rig.) L. Castaldo |

## Statistiche

### Statistiche di squadra
| Competizione                          | Punti | In casa | In casa | In casa | In casa | In casa | In casa | In trasferta | In trasferta | In trasferta | In trasferta | In trasferta | In trasferta | Totale | Totale | Totale | Totale | Totale | Totale | DR  |
| Competizione                          | Punti | G       | V       | N       | P       | Gf      | Gs      | G            | V            | N            | P            | Gf           | Gs           | G      | V      | N      | P      | Gf     | Gs     | DR  |
| ------------------------------------- | ----- | ------- | ------- | ------- | ------- | ------- | ------- | ------------ | ------------ | ------------ | ------------ | ------------ | ------------ | ------ | ------ | ------ | ------ | ------ | ------ | --- |
| Lega Pro Prima Divisione              | 60    | 15      | 9       | 4       | 2       | 23      | 10      | 15           | 9            | 2            | 4            | 27           | 17           | 30     | 18     | 6      | 6      | 50     | 27     | +23 |
| Coppa Italia                          | -     | 1       | 1       | 0       | 0       | 3       | 1       | 1            | 0            | 0            | 1            | 0            | 1            | 2      | 1      | 0      | 1      | 3      | 2      | +1  |
| Coppa Italia Lega Pro                 | -     | 2       | 1       | 0       | 1       | 2       | 2       | 0            | 0            | 0            | 0            | 0            | 0            | 2      | 1      | 0      | 1      | 2      | 2      | 0   |
| Supercoppa di Lega di Prima Divisione | -     | 1       | 0       | 1       | 0       | 1       | 1       | 1            | 0            | 1            | 0            | 2            | 2            | 2      | 0      | 2      | 0      | 3      | 3      | 0   |
| Totale                                | -     | 19      | 11      | 5       | 3       | 29      | 14      | 17           | 9            | 3            | 5            | 29           | 20           | 34     | 20     | 8      | 8      | 58     | 34     | +24 |